# Блумфилд (Индиана)
Блумфилд (англ. Bloomfield) — город и административный центр округа Грин в штате Индиана в Соединённых Штатах Америки.
Согласно данным переписи населения США 2020 года число жителей города 
составляло 2289 человек, что, для такого небольшого населённого пункта, существенно меньше, чем было во время предыдущей переписи проводившейся в 2010 году (2405 человек).

## История
Территория, где сейчас расположен Блумфилд, была заселена коренными американцами с доисторических времен. Племена, которые жили в этом районе, включают племя майами, кикапу, пианкешоу и веа. 

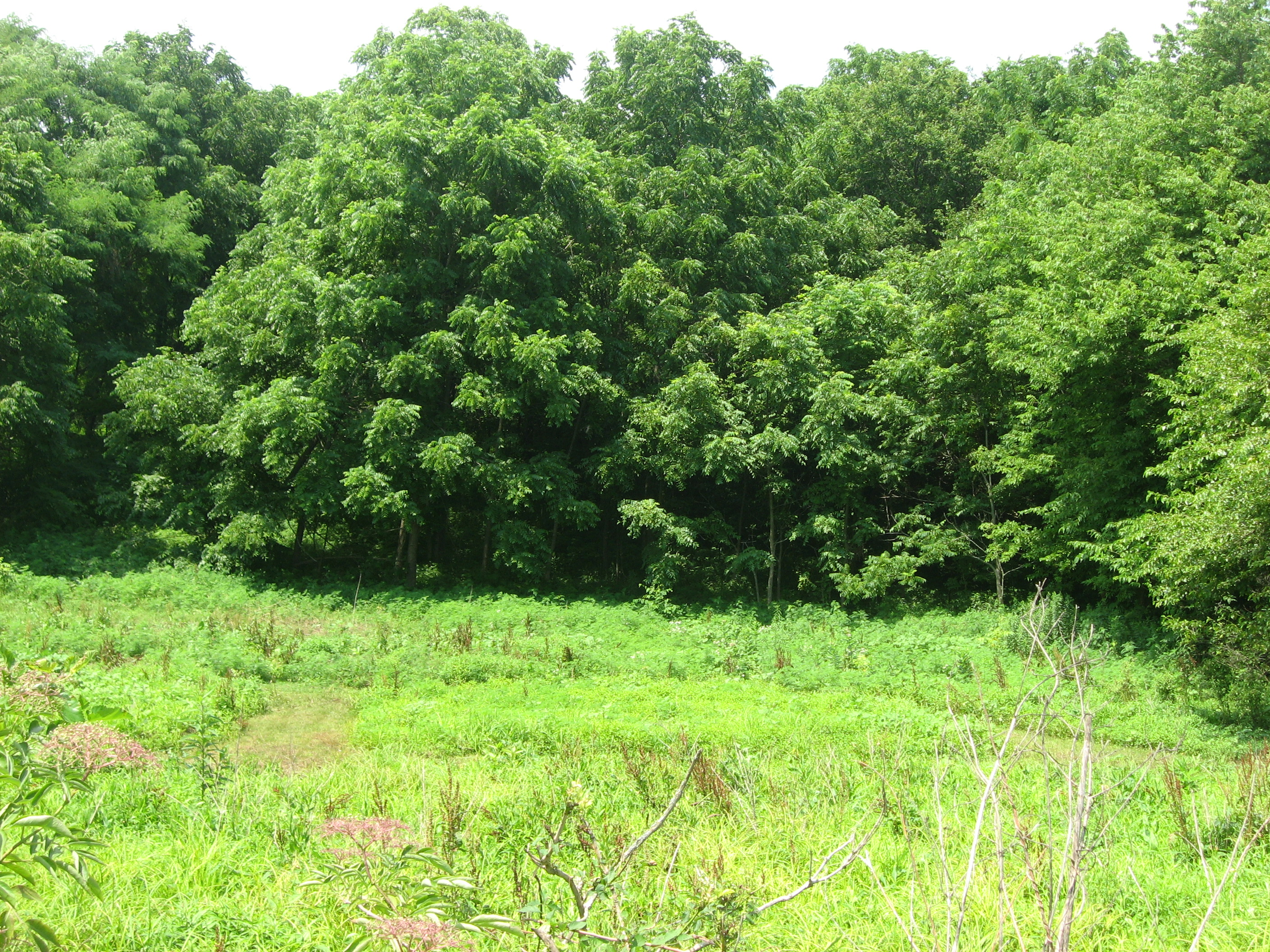
Место древнего стойбища индейцев близ нынешнего Блумфилда

Поселение людей Вудлендского периода было найдено и исследовано археологическими группами Университета Индианы недалеко от слияния рек Ричленд-Крик и Уайт-Ривер к югу от Блумфилда.
Город был основан в 1824 году, когда округу Грин понадобился новый административный центр из-за отсутствия надежного источника воды в Берлингтоне. Близлежащий Блумфилд расположенный у западного рукава реки Уайт подходил идеально.
Блумфилд официально получил статус города в 1850 году.
Бревенчатое здание суда округа Грин стало первым зданием города. Нынешнее здание суда округа Грин, кирпичное строение, построенное в конце XIX века, стоит на том же месте. Проект расширения и реконструкции был завершен в 2008 году и в том же году здение было включено в Национальный реестр исторических мест США.

## География
Согласно данным Бюро переписи населения США, общая площадь города Блумфилда составляет 1,38 квадратных мили (3,57 км2), вся эта территория приходится на сушу.